# Olszanka (gmina Przerośl)
Olszanka – wieś w Polsce położona w województwie podlaskim, w powiecie suwalskim, w gminie Przerośl.
W latach 1975–1998 miejscowość należała administracyjnie do województwa suwalskiego.